# وزارة الشؤون الداخلية الروسية في داغستان
وزارة الشؤون الداخلية الروسية في داغستان (بالروسية: Министерство внутренних дел по Республике Дагестан, МВД по РД) هي - هيئة الإدارة الإقليمية لوزارة الشؤون الداخلية الروسية في جمهورية داغستان، التي تتمثل مهامها الرئيسي في ضمان أمن المواطنين وحقوقهم وحرياتهم، وقمع الجرائم وحلها، وحماية النظام العام على أراضي جمهورية داغستان. وزير الداخلية في داغستان يعينه الرئيس الروسي بناء على توصية الوزير الداخلية الروسي.
تأسست الوزارة في 21 أبريل 1920.

## وصلات خارجية
- وزارة الشؤون الداخلية الروسية (بالعربية)
- وزارة الشؤون الداخلية الروسية (بالروسية)
- وزارة عدل الاتحاد الروسي.